# Othello (Shakespeare)
Othello este o tragedie scrisă de William Shakespeare și publicată prima dată, cel mai probabil, în 1603. Piesa Othello se regăsește publicată apoi, în 1623, în celebra primă ediție a pieselor Marelui Bard, First Folio, in cea de-a treia secțiune, cea a tragediilor, la poziția 34 din totalul de 36.
Titlul complet al piesei în engleză Othello, the Moor of Venice se traduce prin Othello, maurul din Veneția. Subiectul se bazează pe o nuvelă italiană Un Capitano Moro (Un căpitan maur), scrisă de Cinthio, un discipol al lui Giovanni Boccaccio și publicată în 1565.
Intriga piesei se bazează pe două personaje, Othello și Iago, a căror interacțiune este mereu prezentă.
Acțiunea piesei începe după căsătoria recentă a lui Othello, care este un comandant militar și nobil maur al Republicii Venețiene, cu Desdemona, o venețiană bogată, mai tânără decât soțul său. Căsătoria celor doi avusese loc fără aprobarea deplină a lui Brabantio, tatăl Desdemonei, senator al Republicii Venețiene. Acesta fusese, de fapt, pus în fața faptului împlinit al uniunii celor doi.
Trimis în Cipru, Othello are misiunea conducerii trupelor Veneției, a căror prezență pe insulă slujește apărarii în fața invaziei Ciprului de către Imperiul Otoman. Acolo, Iago, sfătuitorul lui Othello (profitând de căderea în dizgație a lui Cassio, aghiotantul comandantului), țese o plasă de intrigi la adresa presupusului adulter al Desdemonei. Din păcate, Iago reușește să îl determine pe comandantul trupelor venețiene să fie convins de infidalitatea soției sale, care era, de fapt, complet nevinovată.
Tragedia erupe în final, Desdemona, Roderigo (un curtean, indrăgostit în secret de Desdemona) și Emilia (soția lui Iago) sunt uciși, Iago este rănit (dar nu letal), iar Othello se sinucide, înțelegând mișelia și „ascunsele cotloane” ale manipulării lui Iago. Apare apoi Ludovico, vărul Desdemonei și împuternicit al Republicii, care restabilește, cât de cât, dreptatea, pedepsindu-l cu moartea pe Iago și punându-l pe Cassio în conducerea trupelor Republicii.
Datorită temelor sale, puternice și perene, precum dragostea, pasiunea, gelozia, invidia și rasa, Othello este o piesă foarte apreciată și dorită a Marelui Bard, fiind jucată pe numeroase scene ale lumii, în varii adaptări, nuanțe și distribuții.
Piesa a stat la baza libretelor a două opere, ambele ale unor cunoscuți compozitori italieni. Cronologic, aceste două piese de teatru liric omonime sunt, Otello de Gioachino Rossini (din 1816) și Otello de Giuseppe Verdi (din 1887).

## Personajele piesei
- Othello – General în armata Republicii Veneției, nobil maur
- Desdemona – soția lui Othello și fiica lui Brabantio
- Iago – sfătuitorul lui Othello, apreciat de acesta, dar gelos, ticălos și trădător
- Cassio – locotenentul lui Othello și cel mai fidel ajutor al său
- Emilia – soția lui Iago și servitoarea Desdemonei
- Bianca – iubita lui Cassio
- Brabantio – senator al Republicii Venețiene și tatăl Desdemonei (uneori, Brabanzio)
- Roderigo – fost curtean venețian, îndrăgostit de Desdemona
- Ducele Veneției
- Gratiano – fratele lui Brabantio
- Lodovico – rudă a lui Brabantio, vărul Desdemonei
- Montano – predecesorul venețian a lui Othello în echipa de guvernare a Ciprului
- Cloun – un servitor
- Senatori
- Marinar
- Ofițeri, domni, mesager, muzicieni, participanți, ușier, etc.

## Inspirația
Sursa tragediei este a șaptea povestire din cea de-a treia zi din Hecatommithi (O sută de povestiri) de Giraldi Cinthio, publicată în 1566 în Veneția, detaliile despre oraș fiind probabil luate de dramaturg dintr-o lucrare de Lewknor. Din opera lui Cinthio, Shakespeare a preluat firul narativ principal, personajele protagoniste, tactica lui Iago de răzbunare, conflictul sufletesc al lui Othello, precum și câteva amănunte precum rolul batistei. O paralelă între cele două lucrări evidențiază asemănările, în special după debarcarea din Cipru. Totuși, Shakespeare se îndepărtează de sursă prin reinterpretare dramatică a acțiunii și motivarea psihologică a personajelor, încât, dincolo de aspectele de suprafață, sursa devine un reper vag. Precum a declarat shakespeariologul Irving Ribner:

"Povestirea lui Cinthio cuprindea elementele de bază necesare dramei intenționale de Shakespeare. El găsise aici conflictul omului care, indus în eroare, alege calea răului și e chinuit apoi de remușcări. Găsise și sugestia că tânăra fată iubise pe maur pentru marile lui virtuți, ca și sublinierea de către Cinthio a caracterului nefiresc al unei astfel de căsătorii."

Există de asemenea detalii preluate de autor din propriile sale opere, în special cele scrise cu puțin înainte, precum Troilus și Cresida.

## Subiectul
Piesa începe cu momentul în care Roderigo, un nobil bogat, i se plânge lui Iago, un militar de rang înalt, că nu i-a spus nimic despre căsătoria secretă dintre Desdemona, fiica senatorului Brabantio, și Othello un general maur din armata venețiană. Roderigo este foarte supărat, pentru că o iubește pe Desdemona, pe care o și ceruse de soție tatălui acesteia.
Pe de altă parte, Iago este supărat pe Othello, pentru că acesta îl înălțase în grad, punându-l comandant, pe un anume Michael Cassio, mult mai tânăr și mai ne-experimentat decât Iago. De aceea își propune să se răzbune. Pentru început, îi cere lui Roderigo să-l trezească pe bătrânul Brabantio și să-l înștiințeze că fiica sa, Desdemona, plănuiește să fuga cu maurul. în timp ce întreaga casa a nobilului este în freamăt, Iago se furișează afara și îl înștiințează pe Othello de venirea lui Brabantio.
între timp Desdemona, într-adevăr fugise și se căsătorise în secret cu Othello. Tatăl fetei ajunge la Othello în toiul unor importante pregătiri militare, deoarece tocmai se zvonise că flota turceasca ataca insula Cipru. Senatul venețian hotărâse ca Othello să plece de grabă în apărarea insulei.
Rănit în amorul propriu, Brabantio îl acuza pe maur ca prin viclenie și meșteșugiri diavolești i-a sedus și nenorocit fata. Acesta se apară istorisind cum, fiind adesea invitat în casa lui Brabantio, a avut prilejul s-o întâlnească pe preafrumoasa fată, care îl ruga stăruitor să-i povestească numeroasele primejdii prin care a trecut de-a lungul carierei sale militare. Acestea au fost, spune el, meșteșugirile sale, povestea sincera a vieții unui om greu încercat. Petrecând mult timp în preajma lui, fata a reușit să vadă dincolo de înfățișarea sa aspra și respingătoare (în ochii societății) și să se îndrăgostească de el.
Desdemona este și ea adusa în fața senatului și confirmă cele spuse de Othello. Cu inima frântă, Brabantio se vede nevoit să-și dea consimțământul pentru căsătoria celor doi. Cu toate acestea îl atenționează pe ton profetic:
| “ | „Privește-o, Maure, dacă ai ochi să vezi. L-a dezamăgit pe tatăl ei și s-ar putea [să o facă] și cu tine.” | ” |

Datorită varietății de teme abordate, rasism, iubire, gelozie, trădare, tragedia Othello își păstrează actualitatea.

## Compoziția
Tragedia este împărțită în cinci acte, astfel: actele I, II și IV au trei scene, actul III are patru scene, iar ultimul are doar două.
În piesă apar o serie de ambiguități lexicale, pe lângă cele simbolice. Astfel este cazul adjectivului "honest" (ro - "onest", "cinstit"), care, împreună cu substantivul "honesty" ("onestitate", "cinste"), apare de 52 de ori în Othello. Criticul literar William Empson a abordat evoluția sensurilor și a statutului social al cuvântului "honest", de la medievalul "care merită să fie respectat de societate" până la argoticul "care e unul de-ai noștri", folosit începând cu mijlocul secolului al XVI-lea. Potrivit lui, "Într-un anumit stadiu al evoluției sale, cuvântul a ajuns să implice ideea că acela care acceptă dorințe firești, care nu trăiește după principii, este omul căruia i se potrivește înțelesul agreabil al lui «honest»."
Un cuvânt cheie este "jealous" (și "jealousy"), care în piesele shakespeareane poate să însemnse „gelos” („gelozie”) sau „bănuitor” („bănuială”); un altul este verbul "think", care are mai multe sensuri: primul este acela de „a fi convins” iar al doilea este de „a bănui (doar),” respectiv „a fi de părere,” acest joc dintre sensuri fiind exploatat de dramaturg într-o suită de dialoguri dintre Othello și Iago.

## Subiect de operă și muzică cultă
Piesa lui Shakespeare a servit ca sursă pentru libretul operelor Otello (Rossini), operă din 1816 de Gioachino Rossini, și Otello (Verdi), operă din 1887 de Giuseppe Verdi. De asemenea, aceeași dramă shakespeareană a slujit ca sursă de inspirație pentru uvertura omonimă, Othello (Dvořák), uvertură de concert din 1892 de Antonín Dvořák.